# Кальченки
Кальченки́ — село в Україні, у Ворожбянській міській громаді Сумського району Сумської області. Населення становить 269 осіб. Колишній орган місцевого самоврядування — Кальченківська сільська рада.

## Географія
Село Кальченки розташоване на відстані 3 км від річки Куянівка. Примикає до села Воронине.
Поруч пролягає автомобільний шлях Т 1917 та залізнична гілка Терни — Білопілля.

## Населення

### Мова
Розподіл населення за рідною мовою за даними перепису 2001 року:
| Мова       | Кількість | Відсоток |
| ---------- | --------- | -------- |
| українська | 259       | 96.28%   |
| російська  | 9         | 3.35%    |
| білоруська | 1         | 0.37%    |
| Усього     | 269       | 100%     |

## Історія
- Село засноване в середині XIX ст.
- Село постраждало внаслідок геноциду українського народу, проведеного урядом СССР 1923–1933 та 1946–1947 роках.
  - 12 червня 2020 року, відповідно до розпорядження Кабінету Міністрів України № 723-р «Про визначення адміністративних центрів та затвердження територій територіальних громад Сумської області», село увійшло до складу Ворожбянської міської громади[2].
  - 19 липня 2020 року, в результаті адміністративно-територіальної реформи та ліквідації Білопільського району, село увійшло до складу новоутвореного Сумського району[3].

## Економіка
- Молочно-товарна ферма.
- «Кальченківське», сільгоспвиробництво.

## Соціальна сфера
- Школа І-ІІ ст.